# Zespół dworski w Godowej
Zespół dworski w Godowej – zabytek znajdujący się w Strzyżowie. Obiekt wraz z parkiem wpisany został do rejestru zabytków nieruchomych województwa podkarpackiego.

## Historia
Dwór kamienny został wzniesiony około 1786 jako siedziba Antoniego Dydyńskiego h. Gozdawa (1732–1808), szambelana królewskiego i komornika pilzneńskiego, na fundamentach wcześniejszej budowli drewnianej o charakterze obronnym. 
Po bezdzietnej śmierci Antoniego Dydyńskiego majątek został przekazany na własność szeregu fundacji oświatowych, w imieniu których prowadzili go przedstawiciele bocznej linii rodu. Początkowo należał do fundacji stypendialnej dla rodzin Dydyńskich i Rossanowskich, zaś zarządzała nim Teresa Dydyńska (zm. 1846), która wyszła za Tomasza Chlebickiego, chłopa z Godowej. W latach 1855–1890 właścicielem był fundusz Ossolineum, administratorką – Konstancja Wołkowicka, siostra Teresy. W 1905 z ramienia Instytutu Wychowania Biednej Młodzieży w Krakowie dobrami zarządzał Stanisław Dydyński, a krótko potem powołana do życia została we Lwowie Fundacja Stypendialna im. Antoniego Dydyńskiego dla ziemiańskich uczniów Szkoły Rolniczej w Dublanach.
W 1924 majątek obejmujący wówczas 160 ha gruntów ornych i 66 mórg lasu wydzierżawił od fundacji Stanisław Filipowicz h. Łukocz (1896–1942), poprzednio zarządca majątku rodziny Fierichów w Broniszowie. W 1926 budynek został poddany przebudowie przez dodanie ganku z tarasem. 
W okresie II wojny światowej majątek znajdował się w rękach Stanisława Filipowicza, który był zobowiązany do dostaw rzepaku na potrzeby niemieckiego przemysłu zbrojeniowego. 30 lipca 1944 oddziały lub patrole Armii Krajowej i Armii Czerwonej ostrzeliwały z majątku Filipowiczów niemieckie pociągi osobowe i towarowe przejeżdżające przez dworzec w Strzyżowie.
Po 1944 dwór został siedzibą miejscowego Państwowego Ośrodka Maszynowego, a następnie lokalnego muzeum. W 1985 został włączony do Strzyżowa. W 2015 znajdowały się w nim prywatne mieszkania.